# Mona Goya
Pour les articles homonymes, voir Goya.

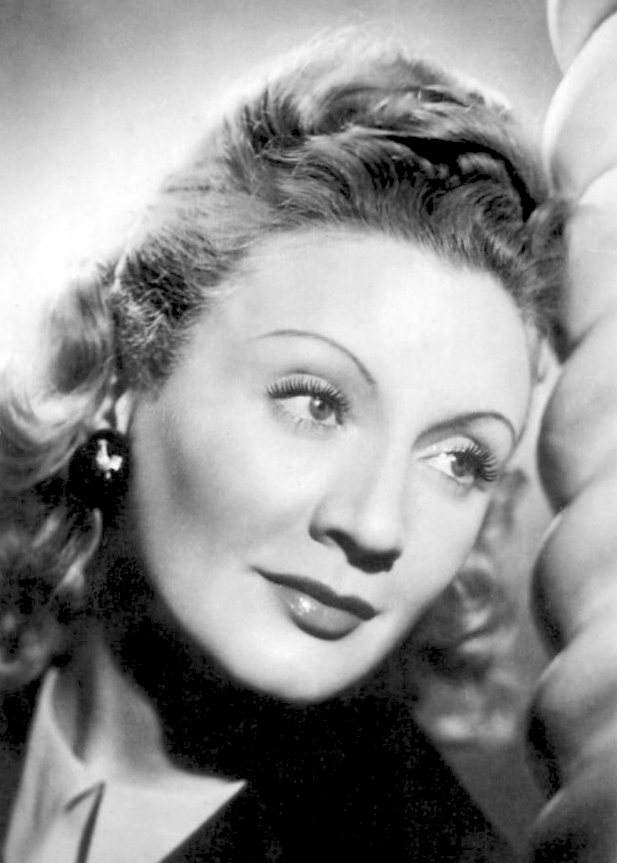
Mona Goya vers 1950

Simone Isabelle Marchand dite Mona Goya, née le 25 novembre 1909, à Mexico (Mexique) et morte le 8 octobre 1961 à Clichy (Hauts-de-Seine), est une actrice française.

## Biographie
Née au Mexique d'une mère célibataire française, Mona Goya, qui choisit son pseudonyme par admiration pour le peintre, arrive à Paris au milieu des années 1920. Après avoir envoyé — sur les conseils de sa mère — sa photographie à des producteurs de cinéma, elle débute en 1928 dans La Princesse Mandane de Germaine Dulac.
Mona Goya tient la vedette dans Un rayon de soleil (1928), qui anticipe Nogent, Eldorado du dimanche. En maillot de bain, elle y éclate souvent de rire et sa gaieté est contagieuse.
Au début des années 1930, sa connaissance de la langue anglaise lui permet de tourner plusieurs films au Royaume-Uni et aux États-Unis. Elle tourne The Lady from the Sea (1929) avec Ray Milland et donne la réplique à Buster Keaton dirigé par Claude Autant-Lara dans Buster se marie (1931).
Au début des années 1940, elle interprète quelques chansons.
Son talent spirituel et sa beauté lui valaient une grande popularité.
Elle fut souvent la partenaire de Fernandel, notamment dans les films de Christian-Jaque. Elle participe au triomphe de François 1er (1937) dans lequel elle incarne la Belle Ferronnière.
Jusqu'en 1960, elle participe à soixante-dix-films ; elle tourne dans des films mineurs mais elle joue aussi dans Donne-moi tes yeux (1943) et La Malibran (1944), deux films de Sacha Guitry avec lequel elle a une brève liaison.
Christian-Jaque, heureux de renouer avec l’une de ses interprètes-fétiche, lui fait chaperonner Brigitte Bardot dans Babette s'en va-t-en guerre (1959).
Morte à 51 ans à l'hôpital Beaujon de Clichy des suites d'un cancer, Mona Goya était divorcée depuis janvier 1944 de l'acteur Fernand Fabre avec lequel elle s'était mariée en mai 1935.

## Filmographie
- 1928 : La Princesse Mandane de Germaine Dulac
- 1928 : Madame Récamier de Gaston Ravel
- 1928 : L'Argent de Marcel L'Herbier
- 1928 : Un rayon de soleil de Jean Gourguet
- 1928 : Jim Hackett, champion de Gabriel Rosca
- 1928 : Rapa-Nui de Mario Bonnard
- 1929 : The Lady from the Sea de Castleton Knight - (Claire Le Grange)
- 1929 : Vieille histoire de Gaston Biard - (court métrage)
- 1930 : Hai-Tang de Richard Eichberg et Jean Kemm
- 1930 : Chérie de Louis Mercanton - (Olivia dangerfield)
- 1930 : Révolte dans la prison (Big House) de Paul Fejos
- 1930 : The price of things d'Elinor Glyn - (Natacha Boleska)
- 1930 : Soyons gai d'Arthur Robison - (Diane)
- 1931 : Hardi les gars ! de Maurice Champreux - (Yvette)
- 1931 : La Bande à Bouboule de Léon Mathot - (Emilienne)
- 1931 : Buster se marie de Claude Autant-Lara et William Brothy
- 1931 : Quand on est belle d'Arthur Robison - (Pag)
- 1931 : Amour et Discipline de Jean Kemm - (Juliette Giroudet)
- 1932 : Jenny Lind d'Arthur Robison
- 1932 : Coiffeur pour dames de René Guissart - (Aline)
- 1932 : La Merveilleuse Journée de Robert Wyler et Yves Mirande - (La jeune femme)
- 1932 : L'Âne de Buridan d'Alexandre Ryder - (Micheline)
- 1932 : Monsieur Durand sénateur de Robert Péguy (court métrage)
- 1932 : Not so quiet on the western front de Monty Banks - (Fifi)
- 1934 : La Banque Némo de Marguerite Viel - (Charlotte)
- 1934 : La Porteuse de pain de René Sti - (Mary)
- 1934 : Un tour de cochon de Joseph Tzipine
- 1934 : 300 à l'heure de Willy Rozier
- 1934 : Jonny, haute-couture de Serge de Poligny - (Liliane)
- 1935 : Les Époux célibataires d'Arthur Robison et Jean Boyer - (Fleurette Legrand)
- 1935 : Cavalerie légère de Werner Hochbaum et Roger Vitrac - (Rosika)
- 1936 : Juggernaut de Henry Edwards - (Yvonne Clifford)
- 1937 : Josette de Christian-Jaque - (Viviane)
- 1937 : François Ier de Christian-Jaque - (Elsa et Madeleine Ferron "La belle Ferronnière")
- 1937 : Le Messager de Raymond Rouleau - (Pierrette)
- 1937 : Clothes and the woman d'Albert de Courville - (Cécilie)
- 1938 : Ernest le rebelle de Christian-Jaque - (Suzanne)
- 1938 : Les Femmes collantes de Pierre Caron - (Rose)
- 1938 : J'étais une aventurière de Raymond Bernard - (Une jeune femme)
- 1939 : Feux de joie de Jacques Houssin - (Lola)
- 1939 : Vous seule que j'aime d'Henri Fescourt - (Cécil Jackett)
- 1939 : Tourbillon de Paris d'Henri Diamant-Berger - (Marie-Claude)
- 1939 : This man in Paris de David MacDonald - (Torch Bernal)
- 1942 : Annette et la Dame blonde de Jean Dréville - (Myriam)
- 1942 : Défense d'aimer de Richard Pottier - (Lucette de Saint-Eglefin)
- 1943 : Le Capitaine Fracasse d'Abel Gance - (La marquise des Bruyères)
- 1943 : L'Homme qui vendit son âme de Jean-Paul Paulin - (Colette)
- 1943 : Donne-moi tes yeux de Sacha Guitry - (Gilda)
- 1943 : Mon amour est près de toi de Richard Pottier - (Odette)
- 1944 : La Malibran de Sacha Guitry - (Madame Garcia)
- 1945 : Vingt-quatre Heures de perm' de Maurice Cloche - (Huguette landier)
- 1945 : L'Extravagante Mission d'Henri Calef - (Théodora Bareski)
- 1946 : Pas si bête d'André Berthomieu - (Gaby, une aventurière)
- 1947 : Mandrin de René Jayet - (Madame de Pompadour)
- 1948 : Blanc comme neige d'André Berthomieu - (Suzy, une pensionnaire de l'hôtel)
- 1948 : L'Impeccable Henri de Charles-Félix Tavano - (Elvire)
- 1949 : Ma tante d'Honfleur de René Jayet
- 1949 : Interdit au public d'Alfred Pasquali - (Nicole)
- 1950 : Une nuit de noces de René Jayet - (Valentine)
- 1950 : Les Maîtres nageurs d'Henri Lepage
- 1951 : Les Amants de bras-mort de Marcello Pagliero - (La veuve Girard)
- 1951 : Jamais deux sans trois d'André Berthomieu - (Rita Malaquais)
- 1951 : Gibier de potence de Roger Richebé - (Henriette)
- 1953 : Le Portrait de son père d'André Berthomieu - (La mère de Domino)
- 1956 : Rencontre à Paris de Georges Lampin - (Mme Payette, la patronne de l'hôtel)
- 1956 : La Famille Anodin (série télévisé)
- 1957 : Printemps à Paris de Jean-Claude Roy
- 1957 : Le Désert de Pigalle de Léo Joannon - (Delmine)
- 1958 : Miss Pigalle de Maurice Cam
- 1959 : Les Amants de demain de Marcel Blistène
- 1959 : Babette s'en va-t-en guerre de Christian-Jaque - (Madame Fernande)
- 1960 : Les Vieux de la vieille de Gilles Grangier - (Catherine, l'agricultrice)

## Théâtre
- 1942 : N'écoutez pas, mesdames ! de Sacha Guitry, mise en scène de l'auteur, Théâtre de la Madeleine
- 1943 : Le Monsieur de cinq heures de Pierre Veber et Maurice Hennequin, mise en scène Roland Armontel, Théâtre de Paris
- 1949 : Le Voyage à trois de Jean de Létraz, mise en scène de l'auteur, Théâtre du Palais-Royal
- 1950 : Clérambard de Marcel Aymé, mise en scène Claude Sainval, Comédie des Champs-Élysées
- 1953 : Une femme par jour de Jean Boyer, musique Georges Van Parys, mise en scène Roland Armontel, Théâtre de Paris
- 1955 : La Folle Nuit d'André Mouëzy-Éon et Félix Gandéra, mise en scène Alfred Pasquali, Théâtre des Célestins
- 1957 : Mademoiselle Fanny de Georgette Paul et Gabriel Arout d'après Pierre Veber, mise en scène Jean Mercure, Théâtre des Mathurins
- 1959 : La Punaise de Vladimir Maïakovski, mise en scène André Barsacq, Théâtre de l'Atelier

## Discographie
Édith Piaf aurait écrit en 1940 Il y a des amours pour Mona Goya.
- 1940 : Un caprice
- 1942 : Elle chantait ; Rien du tout ; C'était un jour de fête
- 1943 : Contre le cœur de mon amant
- 1944 : SOS mon amour ; Marjolaine
- 1945 : L'aventure est au coin de la rue, du film éponyme
- Date incertaine : La ville est si grande